# Arabská osvobozenecká fronta
Arabská osvobozenecká fronta (AOF) (arabsky: جبهة التحرير العربية, jabha at-tahrir al-arabiya; anglicky: Arab Liberation Front, ALF) je malá frakce Organizace pro osvobození Palestiny (OOP), která byla založena roku 1969 iráckou frakcí strany Baas. Měla se stát nástrojem vlivu Iráku v OOP a její vytvoření bylo reakcí na obdobný krok Sýrie, která vytvořila stranu Sa'ika. V jejím čele stál Abdel Wahháb al-Kidžali a v roce 1981 jej nahradil Abdel Rahím Ahmad. Tato organizace měla malý vliv a vždy byla loajální tehdejšímu předsedovi OOP Jásiru Arafatovi. V 90. letech byla AOF začleněna do Palestinské národní autonomie.